# Museo de Solomós
El Museo de Solomós, oficialmente Museo de Solomós y otros ilustres de Zacinto (en griego, Μουσείο Σολωμού και Επιφανών Ζακυνθίων, AFI: [muˈsio soloˈmu cɛ epifaˈnon zacinˈθion]), es un museo dedicado a Dionisios Solomós y Andreas Calvos. Se encuentra en la plaza de San Marco, situado en la parte norte de la ciudad de Zacinto. El museo tiene obras de arte local de los siglos XVIII y XIX, esculturas, instrumentos musicales contemporáneos a los ilustres de Zacinto y cerámica. También hay retratos dedicados a las personas más importantes de la isla.

## Historia

### Dionisios Solomós
Dionisios Solomós (8 de abril de 1798 – 9 de febrero de 1857) fue un poeta griego nacido en Zacinto. Entre sus obras más destacadas se encuentra el Himno a la Libertad, cuyas dos estrofas forman parte del himno nacional de Grecia. En 1828 se mudó a Corfú para dedicarse a la poesía.

### Andreas Calvos
Andreas Calvos (1 de abril de 1792 – 3 de noviembre de 1869) nació en la isla de Zacinto (bajo la soberanía de la República de Venecia). Publicó cinco volúmenes de poesía y drama.
En 1811 escribió su Himno italiano a Napoleón, en Livorno, un poema antibelicista que luego repudió (así es como sabemos de su existencia, ya que el poema en sí no se salvó). También vivió unos meses en Pisa, donde trabajó como secretario; y luego se trasladó a Florencia, centro de la vida intelectual y artística de la época.
En 1812 murió su padre y las finanzas de Calvos se vieron profundamente afectadas. Sin embargo, durante ese año también conoció a Ugo Foscolo, el poeta y estudioso italiano más distinguido de la época y, como Calvos, natural de Zacinto. Foscolo le dio a Calvos un puesto como su copista. Bajo la influencia de Foscolo, Calvos asumió el neoclasicismo, los ideales arcaizantes y el liberalismo político. En 1813 Calvos escribió tres tragedias en italiano: Terámenes, Danaides e Hipias. También completó cuatro monólogos dramáticos, en estilo neoclásico.
A finales de 1813, debido a sus puntos de vista "avanzados", Foscolo se retiró a Zúrich. Calvos seguía estando en Florencia, donde volvió a ser profesor. En 1814 escribió otra oda italiana, titulada A los jonios, expresando su simpatía por la difícil situación de sus compatriotas, y en este período hizo un estudio detenido de las obras de Rousseau. También, al parecer, se embarcó en una historia de amor con una mujer.
En 1816 Calvos rompió su relación y se fue a unirse a Foscolo en Suiza. Ese año también se enteró de que su madre había muerto un año antes, algo que lo entristeció profundamente, como se puede ver en su Oda a la Muerte.
A fines de 1816, los dos poetas viajaron juntos a Gran Bretaña y continuaron en Londres hasta febrero de 1817, cuando, por una razón desconocida, se pelearon y se separaron. Calvos se ganaba la vida dando clases de italiano y griego y traduciendo la liturgia anglicana al italiano y al griego. En 1818 y 1819 dio conferencias sobre la pronunciación del griego antiguo. Compuso y publicó una gramática griega moderna titulada Lecciones de italiano, en cuatro partes y se ocupó de la sintaxis de un diccionario griego-inglés.